# Et tu, Brute?

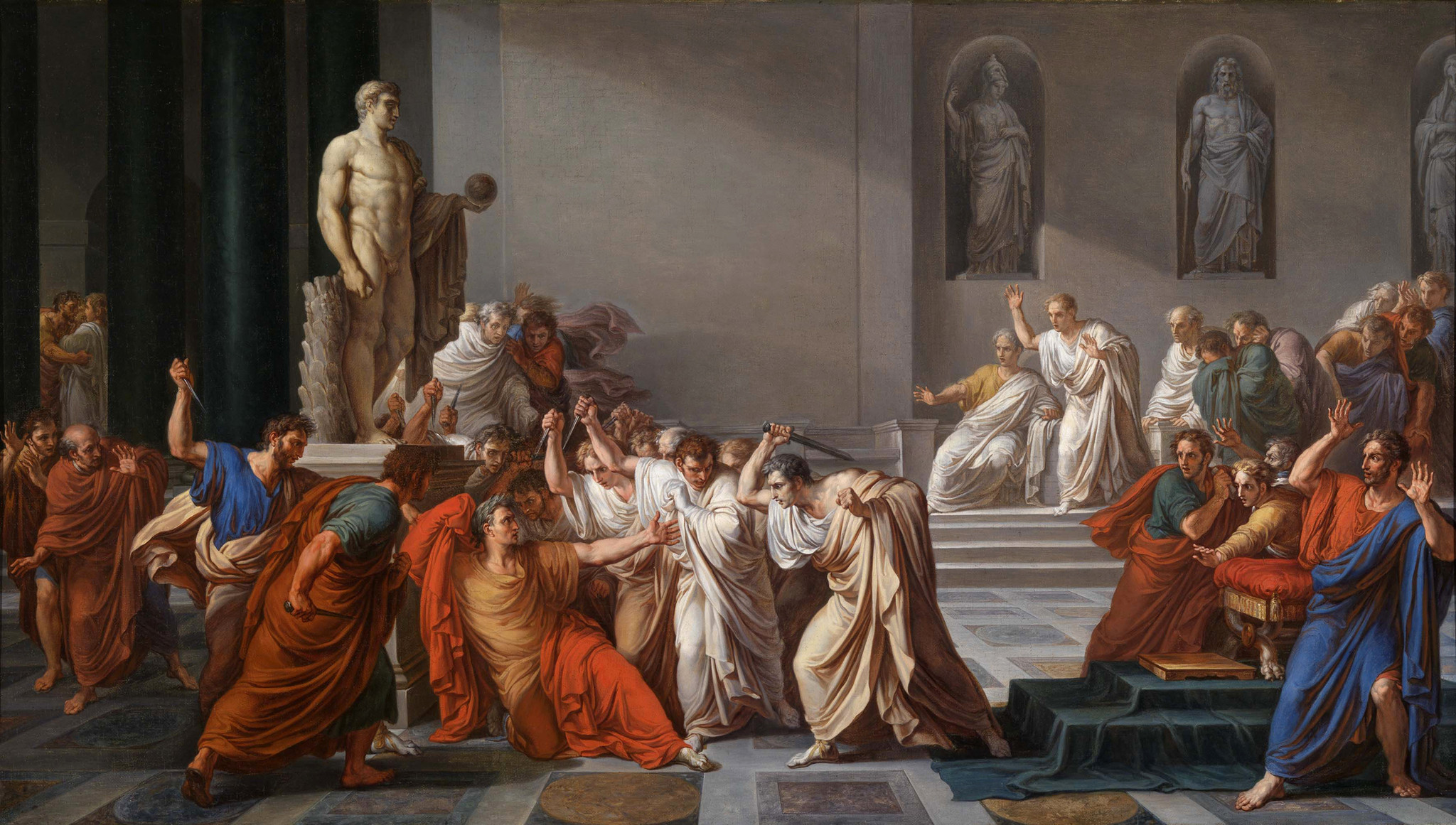
Mort de Cesar

Et tu, Brute? (pronunciat en llatí [ɛt ˈtuː ˈbruːtɛ]) és una locució llatina d'ús freqüent per a representar poèticament les últimes paraules del dictador romà Juli Cèsar al seu fill adoptiu Marc Brut en el moment del seu assassinat a punyalades. Pot ser traduït diversament com "fins i tot, Brut?", "I tu, Brut?" o "Tu també, Brutus?". La frase apareix a l'acte 3, escena 1 de l’obra Juli Cèsar de Shakespeare (1599). L’expressió és àmpliament utilitzada a la cultura occidental per a representar la màxima traïció. Una altra variació citada habitualment és Tu quoque, Brute.

## Context
El 15 de març (els idus de març), de l'any 44 aC, Cèsar va ser atacat per un grup de senadors. César inicialment es va resistir als seus agressors, però quan va veure a Brut, suposadament va pronunciar aquestes paraules i es va resignar al seu destí.
Les últimes paraules de César no es coneixen amb certesa i és un tema controvertit entre els estudiosos i historiadors de la mateixa manera. La versió més coneguda en el món occidental és la frase en llatí Et tu, Brute, que es deriva de l'obra de Shakespeare.
La frase, evidentment, segueix la tradició de Suetoni historiador romà, que informà que les últimes paraules de César van ser en grec i deia: "καὶ σὺ, τέκνον" (traduït com "Kai sy, Teknon?": “Tu també, noi?” o "Tu també, fill meu?" (Cèsar havia estat parella de la mare de Brutus durant molt de temps). César és conegut per haver parlat excel·lentment grec i no hi hauria res d'estrany en això. Suetoni afirma que el mateix Cèsar no va dir res quan va morir. Plutarc també informa que César no va dir res i simplement va tirar la toga sobre el seu cap quan va veure Brut entre els conjurats.

## Interpretació
Mentre que les paraules Kai su, Teknon? solen ser enteses com una expressió de xoc a la traïció de Brut, recentment s'ha argumentat que, pronunciades per César, la frase seria en realitat una maledicció i una amenaça.